# Bedrifelek Kadın
Bedrifelek Kadın (turco ottomano: بدرے فلك قادین, lett. "luna del cielo"; Anapa, 4 gennaio 1851 – Istanbul, 8 febbraio 1930) è stata una principessa circassa e una consorte del sultano ottomano Abdülhamid II.

## Origini
Bedrifelek Kadın nacque il 4 gennaio 1851 ad Anapa. Il suo nome di nascita è sconosciuto. Era figlia del principe circasso Mehmed Bey Karzeg e della sua prima moglie, la principessa abcasa Faruhan Hanım İnal-lpa. Aveva una sorella minore, Dilber Hanım.
Quando la Russia invase il Caucaso e iniziò lo sterminio dei circassi, Bedrifelek riuscì a fuggire a Istanbul, dove venne accolta alla corte ottomana. Contattata la sua famiglia, riuscì a far venire a Istanbul anche la sorella e la madre, che morì poco dopo. Suo padre in seguito si risposò e dalla seconda moglie ebbe tre figlie, Şazıdil Hanim, Nevrestan Hanim e Melekistan Hanım.
Bedrifelek venne descritta come una donna di notevole bellezza, bionda, con gli occhi azzurri, dalla carnagione chiara. Era nota come una donna gentile, premurosa e sorridente, con cui era facile andare d'accordo e che non mostrò mai nessun segno di gelosia o sentimenti negativi nei confronti delle altre consorti di Abdülhamid II.

## Consorte imperiale
Alla corte ottomana, dove prese il nome Bedrifelek, ricevette una buona educazione, che la preparò a diventare, il 15 novembre 1868, la terza consorte di Şehzade Abdülhamid (futuro Abdülhamid II). La cerimonia si svolse a Palazzo Dolmabahçe.
Nei successivi quattro anni, gli diede un figlio e una figlia.
Nel 1876 Abdülhamid salì al trono come nuovo sultano, dopo aver deposto il suo fratellastro Murad V. Bedrifelek venne elevata a Terza Consorte Imperiale, col titolo di Bedrifelek Kadın. Visse con Abdülhamid II prima a Palazzo Dolmabahçe e poi nel nuovo Palazzo Yıldız, dove mise al mondo il loro terzo figlio e secondo maschio. Ad un certo punto, tuttavia, subì anche almeno un aborto spontaneo.
Nel 1879 Abdülhamid II divorziò dalla sua seconda consorte, Nurefsun Kadın, e Bedrifelek prese il suo posto come Seconda Consorte Imperiale. Il 16 settembre 1895, alcuni mesi dopo la morte della prima consorte Nazikeda Kadın, Bedrifelek venne elevata a Prima Consorte Imperiale, o BaşKadin, diventando quindi la Capo Consorte, seconda nella gerarchia dell'harem solo a Rahime Perestu Sultan, madre adottiva e Valide Sultan di Abdülhamid II. Quando infine anche Rahime Perestu, nel 1906, morì, Bedrifelek assunse la direzione dell'harem.
Abdülhamid non andava d'accordo con il figlio Şehzade Mehmed Selim, suo figlio maggiore e il primo avuto da Bedrifelek. Questo danneggiò il rapporto con la madre perché Abdülhamid, pur di non rischiare di vedere il figlio, evitava qualunque visita a Bedrifelek e in pubblico, per quanto non fosse comunque noto come un uomo espansivo, iniziò a trattarla in modo particolarmente freddo.
Il 27 aprile 1909 Abdülhamid II venne deposto ed esiliato a Salonicco. Bedrifelek rimase a Istanbul, perché inizialmente suo figlio, Şehzade Mehmed Selim, sembrava essere stato scelto come nuovo sultano, il che avrebbe fatto di lei la Valide Sultan. Questo però avrebbe richiesto una modifica alla legge di successione, dall'anzianità agnatizia alla primogenitura maschile. Questo, unito a motivazioni politiche, fecero sì che alla fine il nuovo sultano fosse Mehmed V Reşad, fratellastro di Abdülhamid II. Delusa, Bedrifelek scelse di restare comunque a Istanbul e di non raggiungere Abdülhamid. Quando la famiglia del vecchio sultano rimasta a Palazzo Yıldız fu sfrattata, Bedrifelek e i suoi figli inizialmente si trasferirono nella villa di sua figlia, e successivamente in una villa a Serencebey, acquistata da Mehmed Selim. Bedrifelek decise di non riunirsi ad Abdülhamid neppure quando questi, nel 1912, rientrò a Istanbul, e non lo vide più, finché lui non morì nel 1918.

## Ultimi anni e morte
Nel 1924 la dinastia ottomana venne esiliata, compresi i tre figli di Bedrifelek. Lei rimase a Istanbul, nella sua villa, uscendone raramente. Venne descritta come sempre vestita di bianco, compreso il velo, e sempre triste, cupa e malinconica, con gli occhi lucidi, passante il tempo a rimpiangere i tempi in cui era Consorte Imperiale.
Il 14 gennaio 1925 incaricò Sami Günzberg, avvocato ebreo, di cercare di riottenere i beni lasciati a lei in eredità da Abdülhamid II, che erano stati sequestrati alla caduta del Sultanato, con successi modesti.
Bedrifelek Kadın morì l'8 febbraio 1930 nella sua villa e venne sepolta nel cimitero Yahya Efendi a Istanbul.

## Discendenza
Da Abdülhamid II, Bedrifelek Kadın ebbe due figli e una figlia:
- Şehzade Mehmed Selim (12 gennaio 1870 - 5 maggio 1937). Era il primogenito maschio di Abdülhamid II e anche il figlio che meno amava. Ebbe otto consorti, due figli e una figlia.
- Zekiye Sultan (21 gennaio 1972 - 13 luglio 1950). Si sposò una volta ed ebbe due figlie.
- Şehzade Ahmed Nuri (12 febbraio 1878 - 7 agosto 1944). Ebbe una consorte, ma nessun figlio.

## Beneficenza
Nel 1900, Bedrifelek Kadın commissionò una fontana a Gebze, che prese nome Fontana Körük.
Nel 1909 fornì i fondi per la riparazione del Khanqah e del mausoleo Nûreddin Cerrâhi a Karagümrük, Istanbul.
Fece anche donazione all'associazione benefica Hilâl-i Ahmer Cemiyet.